# Michel Dufourt
Pierre Dufour d'Astafort (Le Mans, 6 de fevereiro de 1886 -  11 de novembro de 1957) foi um ginete francês, medalhista olímpico. 

## Carreira
Michel Dufourt representou seu país nos Jogos Olímpicos de 1912, na qual conquistou a medalha de prata no salto por equipe. 